# NGC 7394
NGC 7394 is een open sterrenhoop in het sterrenbeeld Hagedis. Het hemelobject werd op 12 september 1829 ontdekt door de Britse astronoom John Herschel.